# Helga Kress
Helga Kress (* 21. September 1939 in Reykjavík) ist eine isländische Philologin und Hochschullehrerin. Sie ist emeritierte Professorin für Literaturwissenschaft an der Universität von Island.

## Leben
Helga Kress ist die Tochter des deutschen Philologen Bruno Kress (1907–1997) und seiner Ehefrau, der Kochlehrerin Kristín Anna, geborene Thoroddsen (1904–1988).
Das Abitur machte sie im Frühjahr 1959 an dem Gymnasium Menntaskólinn í Reykjavík. Im Sommer 1963 belegte sie Deutschkurse an den Universitäten in Köln und Freiburg. Von 1964 bis 1967 arbeitete sie an dem isländischen Wörterbuchprojekt Orðabók Háskólans mit und war von 1964 bis 1971 Lehrbeauftragte an den Schulen Kvennaskólinn und Menntaskólinn in Reykjavík. Von 1966 bis 1973 arbeitete sie für die Isländische Sprachkommission (Íslensk málnefnd).
Helga Kress studierte bis zum Magisterabschluss 1969 Islandistik und Deutsch an der Universität Island und bis 1980 Literaturwissenschaften an der Universität Bergen. Von 1970 bis 1973 war sie Isländischlektorin für ausländische Studierende an der Universität Island und damit als erste Frau Lektorin an der Philosophischen Fakultät. Von 1973 bis 1979 wurde sie als Lektorin für isländische Sprache und Literatur an die Universität Bergen entsandt und erhielt ein akademisches Stipendium zur Erforschung der Stellung von Frauen in der Literaturgeschichte.
1980/81 hatte sie einen Lehrauftrag für isländische Literatur und allgemeine Literaturwissenschaft an der Universität Island. 1982 wurde sie zur Dozentin ernannt. In den Jahren 1989/90 und 1993 lehrte und forschte sie als Gastwissenschaftlerin an der University of California, Berkeley. 1991 wurde sie Professorin für allgemeine Literaturwissenschaft an der Universität Island. Von 1997 bis 1999 war sie außerdem Präsidentin der Philosophischen Fakultät – als erste Frau in diesem Amt. Am 1. Oktober 2009 wurde sie emeritiert und ist seitdem Ehrenprofessorin. 
Helga Kress hat zwei Kinder, Már Jónsson (* 1959), Professor für Geschichte an der Universität von Island und Kristín Anna Jónsdóttir (* 1969), sowie sechs Enkel.

## Werk
Von 1992 bis 1994 war Helga Kress Präsidentin der International Association for Scandinavian Studies (IASS) und leitete die internationale Konferenz des Verbandes in Reykjavík im Sommer 1994 unter dem Titel Litteratur og kjønn i Norden („Literatur und Geschlecht im Norden“).
Sie gilt als Pionierin der feministischen Literaturwissenschaft in Island. Zu ihren Forschungsgebieten gehören unter anderem Gender Studies, isländische Literaturgeschichte, mittelalterliche Literatur und die Literatur isländischer Auswanderer nach Nordamerika. Helga Kress untersuchte beispielsweise die Darstellung von Frauen in den Isländersagas, aber auch in anderen Werken der altisländischen Literatur. Außerdem befasst sie sich mit neuerer Dichtung, isländischen Schriftstellerinnen und bekannten Isländern wie Jónas Hallgrímsson und Halldór Laxness. Sie unterrichtete aber auch japanische Literatur und wissenschaftliche Methodik.
Von 1983 bis 1991 war sie Mitglied der Redaktion für Nordisk kvindelitteraturhistorie („Nordische Frauenliteraturgeschichte“) und 1993 bis 1996 Redaktionsmitglied für Nora. Nordic Journal of Women's Studies. Neben der Veröffentlichung zahlreicher Artikel und Abhandlungen in mehreren Sprachen wirkte sie auch als Herausgeberin von Gedichtanthologien und Kurzgeschichtensammlungen isländischer Autorinnen. Helga Kress hält immer noch jährlich Vorträge in Island und dem Ausland; insgesamt waren es weit über 100 von 1974 bis 2024.

## Schriften (Auswahl)
- Guðmundur Kamban. Æskuverk og ádeilur (= Studia Islandica. Band 29). Reykjavík 1970 (isländisch, 123 S., PDF – übersetzt etwa „Guðmundur Kamban. Jugendwerk und Kritik“).
- Máttugar meyjar: Íslensk fornbókmenntasaga. Reykjavík 1993 (isländisch, 231 S., PDF – übersetzt etwa „Mächtige Maiden: Altisländische Literaturgeschichte“).
- Vad en kvinna kväder. Kultur och kön på Island i fornnordisk medeltid. In: Elisabeth Møller Jensen (Hrsg.): Nordisk kvinnolitteraturhistoria 1. I Guds namn. 1000–1800. S. 21–81 (schwedisch, online auf Litteraturbanken.se – übersetzt etwa „Was eine Frau spricht. Kultur und Geschlecht auf Island im altnordischen Mittelalter“; englischsprachige Veröffentlichung: What a woman speaks. Medieval Icelandic Literary History).
- Fyrir dyrum fóstru. Konur og kynferði í íslenskum fornbókmenntum. Reykjavík 1996 (isländisch, 244 S., Einleitung online – übersetzt etwa „Vor der Tür der Pflegemutter. Frauen und Geschlecht in altisländischer Literatur“).
- Helga Kress (Hrsg.): Stúlka. Ljóð eftir íslenskar konur. Reykjavík 1997 (isländisch, 438 S., übersetzt etwa „Ein Mädchen. Gedichte isländischer Frauen“).
- Speglanir. Konur í íslenskri bókmenntahefð og bókmenntasögu. Reykjavík 2000 (isländisch, 429 S., übersetzt etwa „Reflexionen. Frauen in isländischer Literaturtradition und Literaturgeschichte“).
- Searching for Herself: Female Experience and Female Tradition in Icelandic Literature. In: Daisy Nejmann (Hrsg.): A History of Icelandic Literature (= Histories of Scandinavian Literature. Band 5). Nebraska 2006, S. 503–690 (englisch).
- Óþarfar unnustur og aðrar greinar um íslenskar bókmenntir. Reykjavík 2009 (isländisch, 439 S., übersetzt etwa „Überflüssige Geliebte und andere Artikel über isländische Literatur“).
- Eine bewusste Antiregel. Die Stimme der Frau in Halldór Laxness' Gedichten. In: Scripta Islandica. 2010, S. 4–34 (PDF).

## Ehrungen
- 1986 Mitglied der Isländischen Akademie der Wissenschaften (Vísindafélag Islendinga)
- 1998 Ritterorden des Falkenordens Islands
- 2000 Anerkennung des Gleichberechtigungsrates (Jafnréttisráð) für ihre Pionierarbeit[8]
- 2007 Ehrenmitglied im Verein der isländischen Wissenschaft (Félag íslenskra fræða)